# Lijst van burgemeesters van Sleidinge
Dit is een lijst van burgemeesters in Sleidinge.
- 1830-1877: Jan-Lodewijk Bovyn
- 1877-1881: Louis De Reu
- 1881-1905: Bruno De Reu
- 1905-1920: Charles Martens
- 1920-1921: Camiel De Paepe (waarnemend)
- 1921-1927: Maurice Ghijsbrechts
- 1927-1939: Aimé De Paepe
- 1939-1944: Edgard De Paepe
- 1944-1947: Henri De Greve (waarnemend)
- 1947-1959: Jules Van Hyfte
- 1959-1976: Georges Hamerlynck